# Elecciones municipales de Bagua de 1983
Las elecciones municipales de Bagua de 1983 se llevaron a cabo el 13 de noviembre de 1983 para elegir al alcalde y al Concejo Provincial de Bagua para el periodo 1984-1986. La elección se celebró simultáneamente con elecciones municipales en todo el país.
El Partido Aprista Peruano consolidó su liderazgo político en la provincia al incrementar significativamente su caudal electoral, superando la barrera de la mitad de los votos válidos. Su candidato, Claudio Cumpa, obtuvo una victoria contundente en la alcaldía provincial. Acción Popular, liderado por Santos Quiroz, mostró un leve incremento en su votación y logró mantener su representación en el concejo provincial. Por su parte, Izquierda Unida, con Jobino Alberca como candidato, sufrió una reducción en su apoyo electoral, lo que le costó un escaño en el concejo.
En el plano distrital, el aprismo reafirmó su hegemonía como la principal fuerza política, ganando siete de las once alcaldías distritales, igualando su desempeño en las elecciones previas. Entre sus victorias destacó el distrito de Bagua Grande, el más poblado de la provincia, derrotando a Acción Popular. Pese a esta pérdida, el accionpopulismo logró retener el mismo número de alcaldías distritales que en los comicios anteriores. Las elecciones en El Cenepa, al igual que en 1980, fueron nuevamente anuladas.
Este proceso electoral representó la última contienda municipal en la provincia de Bagua antes de la creación de las provincias de Utcubamba y Condorcanqui, lo que supuso la reconfiguración territorial y política local.

## Sistema electoral
La Municipalidad Provincial de Bagua es el órgano administrativo y de gobierno de la provincia de Bagua. Está compuesta por el alcalde y el Concejo Provincial.
La votación del alcalde y el concejo se realiza en base al sufragio universal, que comprende a todos los ciudadanos nacionales mayores de dieciocho años, empadronados y residentes en la provincia de Bagua y en pleno goce de sus derechos políticos, así como a los ciudadanos no nacionales residentes y empadronados en la provincia de Bagua.
El Concejo Provincial de Bagua está compuesto por 19 regidores elegidos por sufragio directo para un período de tres (3) años, en forma conjunta con la elección del alcalde (quien lo preside). La votación es por lista cerrada y bloqueada. Se asigna a la lista ganadora los escaños según el método d'Hondt o la mitad más uno, lo que más le favorezca. Es elegido como alcalde el candidato que ocupe el primer lugar de la lista que haya obtenido la más alta votación.

## Composición del Concejo Provincial de Bagua
La siguiente tabla muestra la composición del Concejo Provincial de Bagua antes de las elecciones.
| Partidos | Partidos                | Regidores |
| -------- | ----------------------- | --------- |
|          | Partido Aprista Peruano | 10        |
|          | Acción Popular          | 7         |
|          | Izquierda Unida         | 2         |

## Partidos y candidatos
A continuación se muestra una lista de los principales partidos y alianzas electorales que participaron en las elecciones:
| Candidatura | Candidatura | Partidos y alianzas | Candidatos | Candidatos              | Ideología                                               | Resultado previo | Resultado previo | Ref. |
| Candidatura | Candidatura | Partidos y alianzas | Candidatos | Candidatos              | Ideología                                               | Votos (%)        | Reg.             | Ref. |
| ----------- | ----------- | --- | ---------- | ----------------------- | ------------------------------------------------------- | ---------------- | ---------------- | ---- |
|             | APRA        | Lista - Partido Aprista Peruano (APRA) |            | Claudio Cumpa Morales   | Aprismo                                                 | 49.67%           | 10               |      |
|             | AP          | Lista - Acción Popular (AP) |            | Santos Quiroz Alcántara | Humanismo Nacionalismo cívico Reformismo                | 38.41%           | 7                |      |
|             | IU          | Lista - Izquierda Unida (IU) – Unión de Izquierda Revolucionaria (UNIR) – Unidad Democrático Popular (UDP) – Partido Socialista Revolucionario (PSR) – Partido Comunista Revolucionario (PCR) – Partido Comunista Peruano (PCP) – Frente Obrero Campesino Estudiantil y Popular (FOCEP) |            | Jobino Alberca Morales  | Marxismo-leninismo Mariateguismo Socialismo democrático | 10.81%           | 2                |      |
|             | PPC         | Lista - Partido Popular Cristiano (PPC) |            | Jorge Oblitas Palma     | Conservadurismo social Humanismo Democracia cristiana   | 1.11%            | 0                |      |

## Resultados

### Sumario general
|                        |                                 |              |              |              |           |           |
| Partidos y coaliciones | Partidos y coaliciones          | Voto popular | Voto popular | Voto popular | Regidores | Regidores |
| Partidos y coaliciones | Partidos y coaliciones          | Votos        | %            | ±pp          | Total     | +/−       |
|                        | Partido Aprista Peruano (APRA)  | 5,206        | 51.52        | +1.85        | 11        | +1        |
|                        | Acción Popular (AP)             | 3,845        | 38.05        | –0.36        | 7         | ±0        |
|                        | Izquierda Unida (IU)            | 699          | 6.92         | –3.89        | 1         | –1        |
|                        | Partido Popular Cristiano (PPC) | 354          | 3.50         | +2.39        | 0         | ±0        |
|                        |                                 |              |              |              |           |           |
| Total                  | Total                           | 10,104       |              |              | 19        | ±0        |
|                        |                                 |              |              |              |           |           |
| Votos válidos          | Votos válidos                   | 10,104       | 66.45        | –8.16        |           |           |
| Votos en blanco        | Votos en blanco                 | 782          | 5.14         | –4.79        |           |           |
| Votos nulos            | Votos nulos                     | 4,319        | 28.41        | +12.94       |           |           |
| Votos emitidos         | Votos emitidos                  | 15,205       | 47.05        | +5.64        |           |           |
| Abstenciones           | Abstenciones                    | 17,112       | 52.95        | –5.64        |           |           |
| Votantes registrados   | Votantes registrados            | 32,317       |              |              |           |           |
|                        |                                 |              |              |              |           |           |
| Fuente:                |                                 |              |              |              |           |           |

### Concejo Provincial de Bagua
| Cargo                        | Autoridad electa          | Partido político | Partido político        |
| ---------------------------- | ------------------------- | ---------------- | ----------------------- |
| Alcalde Provincial de Bagua  | Claudio Cumpa Morales     |                  | Partido Aprista Peruano |
| Regidor Provincial de Bagua  | Juan Izquierdo Montalván  |                  | Partido Aprista Peruano |
| Regidor Provincial de Bagua  | Juan Díaz Penagos         |                  | Partido Aprista Peruano |
| Regidor Provincial de Bagua  | José More Peña            |                  | Partido Aprista Peruano |
| Regidora Provincial de Bagua | Amalia Atalaya Chávez     |                  | Partido Aprista Peruano |
| Regidor Provincial de Bagua  | Mariano Mena Brenis       |                  | Partido Aprista Peruano |
| Regidor Provincial de Bagua  | Lino Torres Gonza         |                  | Partido Aprista Peruano |
| Regidor Provincial de Bagua  | José Farfán Paz           |                  | Partido Aprista Peruano |
| Regidor Provincial de Bagua  | Antonio Gil Andonaire     |                  | Partido Aprista Peruano |
| Regidor Provincial de Bagua  | Román Minez Villarreal    |                  | Partido Aprista Peruano |
| Regidor Provincial de Bagua  | Pedro Lizárraga Arroyo    |                  | Partido Aprista Peruano |
| Regidor Provincial de Bagua  | Julio Minchan Chávez      |                  | Partido Aprista Peruano |
| Regidor Provincial de Bagua  | Luis Arias Cubas          |                  | Acción Popular          |
| Regidor Provincial de Bagua  | Juan Bravo Montenegro     |                  | Acción Popular          |
| Regidor Provincial de Bagua  | Luis Flores Aguilar       |                  | Acción Popular          |
| Regidor Provincial de Bagua  | José Urbina Ramírez       |                  | Acción Popular          |
| Regidor Provincial de Bagua  | Juan Cabanillas Silva     |                  | Acción Popular          |
| Regidor Provincial de Bagua  | Gilberto Rojas Cárdenas   |                  | Acción Popular          |
| Regidor Provincial de Bagua  | Fortunato Pérez Hernández |                  | Acción Popular          |
| Regidor Provincial de Bagua  | Eduardo Vega Rojas        |                  | Izquierda Unida         |

## Elecciones municipales distritales

### Sumario general
| Partidos y coaliciones | Partidos y coaliciones                 | Voto popular | Voto popular | Voto popular | Alcaldías | Alcaldías |
| Partidos y coaliciones | Partidos y coaliciones                 | Votos        | %            | ±pp          | Total     | +/−       |
| ---------------------- | -------------------------------------- | ------------ | ------------ | ------------ | --------- | --------- |
|                        | Partido Aprista Peruano (APRA)         | 4,130        | 51.97        | –2.89        | 7         | ±0        |
|                        | Acción Popular (AP)                    | 3,214        | 40.44        | –0.55        | 3         | ±0        |
|                        | Izquierda Unida (IU)                   | 342          | 4.30         | +0.52        | 0         | ±0        |
|                        | Partido Popular Cristiano (PPC)        | 261          | 3.28         | +2.90        | 0         | ±0        |
|                        | Elecciones municipales complementarias | n/a          | n/a          | n/a          | 1         | n/a       |
|                        |                                        |              |              |              |           |           |
| Total                  | Total                                  | 7,947        |              |              | 11        | ±0        |
|                        |                                        |              |              |              |           |           |
| Votos válidos          | Votos válidos                          | 7,947        | 61.50        | –10.00       |           |           |
| Votos en blanco        | Votos en blanco                        | 658          | 5.09         | –5.60        |           |           |
| Votos nulos            | Votos nulos                            | 4,316        | 33.40        | +15.59       |           |           |
| Votos emitidos         | Votos emitidos                         | 12,921       | n/a          | n/a          |           |           |
| Abstenciones           | Abstenciones                           | n/d          | n/a          | n/a          |           |           |
| Votantes registrados   | Votantes registrados                   | n/d          |              |              |           |           |
|                        |                                        |              |              |              |           |           |
| Fuente:                |                                        |              |              |              |           |           |

### Resultados por distrito
Las siguientes tablas enumeran el control de los distritos de la provincia de Bagua. El cambio de mando de una organización política se resalta del color de ese partido.
| Distrito     | Alcalde(sa) titular          | Partido político | Partido político          | Alcalde(sa) electo(a)                          | Partido político                               | Partido político                               |
| ------------ | ---------------------------- | ---------------- | ------------------------- | ---------------------------------------------- | ---------------------------------------------- | ---------------------------------------------- |
| Aramango     | Javier Milian Celiz          |                  | Partido Aprista Peruano   | Isidro Santa Cruz Santa Cruz                   |                                                | Partido Aprista Peruano                        |
| Bagua Grande | Walter Ocampo Fernández      |                  | Acción Popular            | Julio Abad Alvarado                            |                                                | Partido Aprista Peruano                        |
| Cajaruro     | Belisario Bautista Maldonado |                  | Partido Aprista Peruano   | Segundo Jiménez Barrantes                      |                                                | Partido Aprista Peruano                        |
| Copallín     | Teófilo Ruiz Mendoza         |                  | Partido Aprista Peruano   | Manuel Vitón Díaz                              |                                                | Partido Aprista Peruano                        |
| Cumba        | Luis Delgado Gálvez          |                  | Acción Popular            | Domingo Ramos Vela                             |                                                | Acción Popular                                 |
| El Cenepa    | Francisco Juwau Untsumak     |                  | Lista Independiente N° 11 | Elecciones municipales complementarias de 1985 | Elecciones municipales complementarias de 1985 | Elecciones municipales complementarias de 1985 |
| El Parco     | Nelson Carhuatanta Castañeda |                  | Partido Aprista Peruano   | Nelson Carhuatanta Castañeda                   |                                                | Partido Aprista Peruano                        |
| Jamalca      | Francisco Escuadra Pizarro   |                  | Partido Aprista Peruano   | Natahuel Carranza Carrasco                     |                                                | Acción Popular                                 |
| La Peca      | Víctor Rojas Olivera         |                  | Partido Aprista Peruano   | Víctor Castillo Rojo                           |                                                | Partido Aprista Peruano                        |
| Lonya Grande | Lázaro Díaz Carrasco         |                  | Partido Aprista Peruano   | Lázaro Díaz Carrasco                           |                                                | Partido Aprista Peruano                        |
| Yamón        | César Rodríguez Dávila       |                  | Acción Popular            | Juan Cabrera Oblitas                           |                                                | Acción Popular                                 |